# Pseudoips millierei
Pseudoips millierei är en fjärilsart som beskrevs av Jean-Baptiste Capronnier 1883. Pseudoips millierei ingår i släktet Pseudoips och familjen trågspinnare. Inga underarter finns listade.